# اچ‌ام‌اس نورث‌آمبرلند (اف۲۳۸)
اچ‌ام‌اس نورث‌آمبرلند (اف۲۳۸) (به انگلیسی: HMS Northumberland (F238)) یک کشتی است که طول آن 133 m (436 ft 4 in) می‌باشد. این کشتی در سال ۱۹۹۲ ساخته شد.